# برايان فيتزباتريك
برايان فيتزباتريك هو سياسي كندي، ولد في 18 نوفمبر 1945 في كندا. حزبياً، نشط في حزب المحافظين الكندي. وقد انتخب عضو مجلس العموم الكندي.